# Тупољев АНТ-23
Тупољев АНТ-23/И-12 (рус. Туполев АНТ-23/И-12) је совјетски двомоторни једнокрилни ловац са топовима. Из периода 1930-их година. Пројектовао га је ОКБ 156 Тупољев (Опитни конструкциони биро - Тупољев) пројектант је био Виктор Николајевич Чернишев (рус. Виктор Николаевич Чернышев). Први лет авиона је извршен 1931. године.

## Пројектовање и развој
Пројектовање авиона Тупољев АНТ-23/И-12 је почело 1. априла 1929. године у оквиру ЦАГИ института да би се испитала употреба динамореактивног (безтрзајног) топа конструкције Л. В. Курчевског. Пројект је рађен под контролом А. Н. Тупољева а главни пројектант је био Виктор Николајевич Чернишев. Намена овог авиона је да се као тешки ловац може борити са непријатељским авионима на великим удаљеностима и висинама од 5.000m. Авион је завршен почетком лета 1931. године а пробни лет је обављен 29. августа 1931. године. Први летови су прошли задовољавајуће али је на лету 21. марта 1932. године када је вршена проба топова дошло је до експлозије и делимичног оштећења структуре ваздухоплова. Присебношћу и вештином пилота Козлова спашен је и пилот и авион. Након несреће авион је поправљен а испитивање и побољшавање прототипа је вршено све до 1933. године када се одустало од овог пројекта.

### Технички опис
Авион Тупољев АНТ-23/И-12 је нискокрилни конзолни једнокрилац металне конструкције, Покретала су га два радијална (звездаста) ваздухом хлађена мотора Gnome-Rhone 9AK Jupiter-6, постављен у средишњем делу авиона у тандем распореду. Мотори су били опремљени двокраким дрвеним елисама фиксног корака. Предњи мотор је био вучни мотор а други мотор који се налазио иза леђа пилота имао је потисну елису. Пилот је седео у отвореном кокпиту који се налазио између два мотора. Труп авиона је округлог попречног пресека, и завршавао се са задњом ивицом крила. Средишњи део крила је био правоугаоног облика који се претварао у трапезни облик према крајевима са елипсастим обликом крајева. Авион није имао класичан облик трупа, него су крила и репне површине повезивале две челичне цеви у које су биле смештене цеви бестрзајних топова АПК-4 од 76 mm. Облога крила авиона је била од таласастог алуминијумског лима а труп је био обложен равним Ал-лимом. Стајни трап је фиксан (неувлачећи) са две предње основне ноге на којима се налазе амортизери и гумени точкови, а на крају цеви које носе репни део авиона су постављене две дрљаче. Авион је по много чему био интересантан тако да се за њега може слободно рећи да је прави експериментални авион.

## Наоружање
| Наоружање авиона: Тупољев АНТ-23/И-12 |                           |
| Ватрено (стрељачко) наоружање         |                           |
| Топ                                   |                           |
| Број и ознака топа                    | 2 х безтрзајна топа АПК-4 |
| Калибар                               | 76                        |
| Митраљез                              |                           |
| Бомбардерско наоружање (бомбе)        |                           |
| Ракетно наоружање (ракете)            |                           |

## Оперативно коришћење
Направљен је један примерак авиона Тупољев АНТ-23/И-12 и то као прототип. Тестирање овог авиона је почело 1931. и трајало до 1933. године. До оперативног коришћења овог авиона није дошло пошто авион није прошао ни фабрички тест. Лоше су му биле летне карактеристике, високи стајни трап је чинио авион нестабилним при слетању и полетању, лоше искоришћење снаге мотора због тандем распореда, велики аеродинамички отпор због примене валовитог лима за облогу крила и најгоре, тешко спасавање пилота у случају искакања падобраном јер му прети опасност од елисе потисног мотора који се налазио иза пилота, а у то време није било катапутлтирања седишта.

## Земље које су користиле овај авион
- СССР